# ديمتري بافلوف (ملحن)
ديمتري بافلوف (بالروسية: Дмитрий Павлов)‏ هو ملحن روسي، ولد في 1959 في سانت بطرسبرغ في روسيا.

## روابط خارجية
- ديمتري بافلوف على موقع IMDb (الإنجليزية)
- ديمتري بافلوف على موقع قاعدة بيانات الفيلم (الإنجليزية)